# مدخن النحل
مدخن النحل هو جهاز يستخدم في تربية النحل لتهدئة نحل العسل ، إنه مصمم لتوليد دخان من احتراق أنواع مختلفة من الوقود ، ومن هنا جاءت تسميته ، هو عبارة عن وعاء معدني ، عادة ما يكون على شكل أسطوانة مع أنبوب. حقيقة معروفة أن الدخان يهدئ النحل منذ العصور القديمة ؛ لكن ليس هنالك تفسير علمي معروف حتى القرن العشرين ولا يزال غير مفهوم تمامًا.

## التاريخ

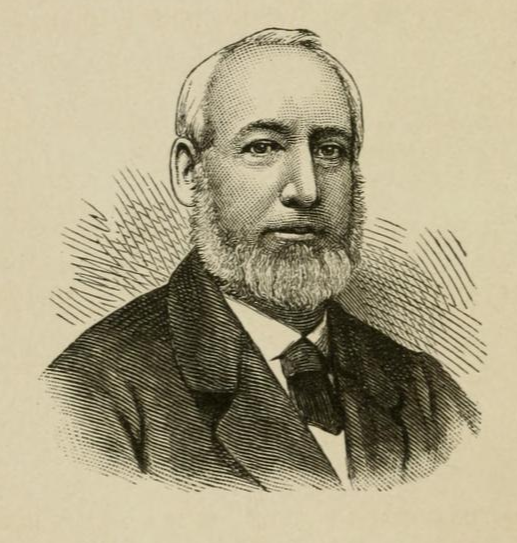
موسى كوينبي أول مخترع لمدخن النحل عام 1873

قبل اختراع مدخن النحل بوقت طويل ، اكتشف البشر أن الدخان يهدئ النحل ، ليس من الواضح متى بدأت هذه الممارسة ولكن تم استخدامها في أجزاء مختلفة من العالم عند جمع العسل البري ، في أمريكا قام السكان الأصليون بحرق فطر نفاث لتخدير نحل العسل وأعتبروه كمخدر عام في عام 1853. ولا تزال هذه التقنية تُستخدم اليوم في النيبال لجمع عسل الهيمالايا.
أخترع موسى كوينبي مدخن النحل الحديث في عام 1873 في وادي الموهوك ، نيويورك ، لم يقم ببراءة اختراع لأي من اختراعاته (بما في ذلك المدخن) وبالتالي أعطاها لمجتمع تربية النحل. تم تحسينه من قبل العالمة تريسي بينغهام من فيرويل بولاية ميشيغان وحصلت على براءة اختراع في 20 يناير 1903 بناءً على تصميم كوينبي.

## التصميم

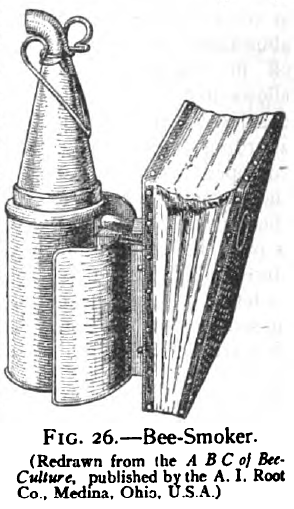
رسم توضيحي لمدخن في موسوعة بريتانيكا الطبعة الحادية عشرة ، 1911

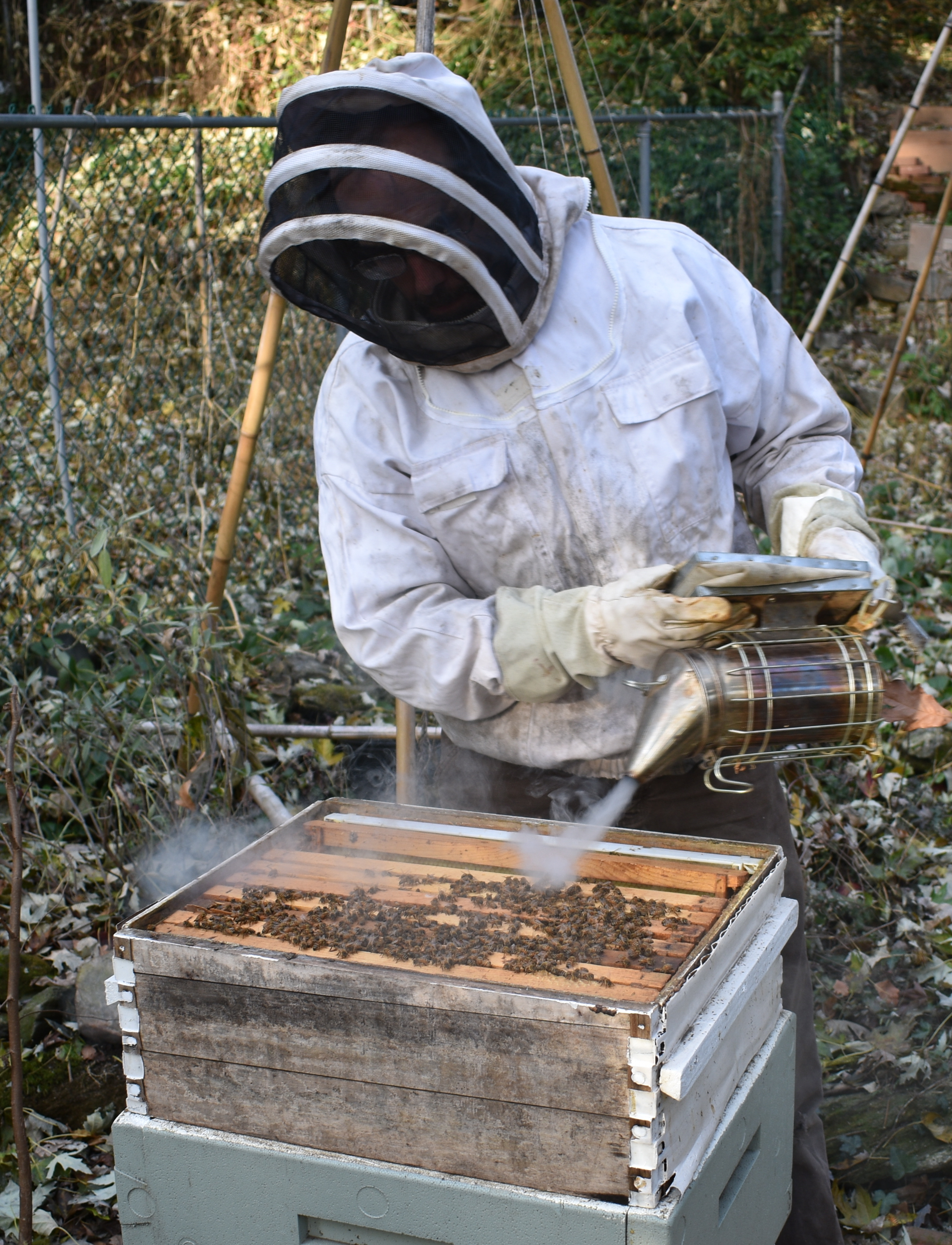
مربي النحل يدخن خلية.

### مكوناته
يتكون الجهاز ذو التصميم الأبسط من ثلاثة مكونات:
1. صندوق الاحتراق ، هو جسم معدني مزدوج الطبقة (جسم خارجي ، وجسم داخلي مشابه له لكن أصغر حجماً)، وتفضل ان تكون المواد المصنعة من الفولاذ المقاوم للصدأ.
2. غطاء على شكل أنبوب مخروطي ، يعتمد على نموذج المدخن ، ويكون قابل للإزالة ، لكي يتم إضافة المادة المحترقة أو الوقود.
3. المنفاخ (كير) ، ينفخ الهواء في الهيكل للحفاظ على احتراق الوقود.
4. فتحة من الاسفل.

### طريقة عمله
- يشكل الجسم المزدوج للجهاز صندوق الإحتراق ، لكن عملية الإحتراق تكون في الجزء الثاني الداخلي هو جزء مشابه للجزء الخارجي لكن بحجم أصغر وقاعدة شبكية ، وسبب ذلك لكي لا يصبح جسم الجهاز ساخناً.
- الغطاء ذو الفوهة الطويلة مناسب لتزويد الخلية بالدخان.
- المنفاخ عبارة عن مضخة ميكانيكية تزود صندوق الاحتراق بالهواء .
- الفتحة تزود المنفاخ بالهواء ، وتحتوي على شبكة معدنية لدخول الهواء داخل المنفاخ الذي يضخه داخل صندوق الاحتراق.

### الاستخدام
يخلق الدخان فرصة لمربي النحل لفتح خلية النحل والعمل أثناء توقف الاستجابة الدفاعية للمستعمرة .